# Henri van Haaren
Henri Cornelis François van Haaren (Leeuwarden, 11 januari 1917 – Amsterdam, 21 september 2015) was een Nederlands beeldhouwer en academiedocent.

## Leven en werk
Van Haaren was een zoon van Henricus Franciscus Josephus van Haaren (1889-1981), commies bij de Rijksbelastingen, en Louisa Christina Verheijen (1890-1977), die een half jaar na zijn geboorte trouwden. Vanaf 1925 woonde het gezin in Amsterdam. Van Haaren volgde vanaf 1940 de beeldhouwersklas van Jan Bronner aan de Rijksakademie van beeldende kunsten in Amsterdam. De studie werd onderbroken tijdens de Tweede Wereldoorlog. Hij studeerde in 1947 af en werd een jaar later docent aan de Koninklijke Academie van Beeldende Kunsten in Den Haag. Tot zijn leerlingen behoorden Guus Hellegers, Maja van Hall, Frank Letterie, Peter van der Meer, Piet Riethoven en Wibbine Telders.
Van Haaren sloot zich aan bij het Algemeen Katholiek Kunstenaars Verbond en de Amsterdamse Katholieke Werkgemeenschap en exposeerde meerdere malen. Zijn leermeester Bronner nodigde hem uit om deel te nemen aan de expositie Een beeld van Bronner (1971-1972) in Haarlem. Hij liet er onder meer zijn beeldje Pomona zien, dat is opgenomen in de collectie van het Stedelijk Museum Amsterdam.
De beeldhouwer overleed in 2015, op 98-jarige leeftijd.

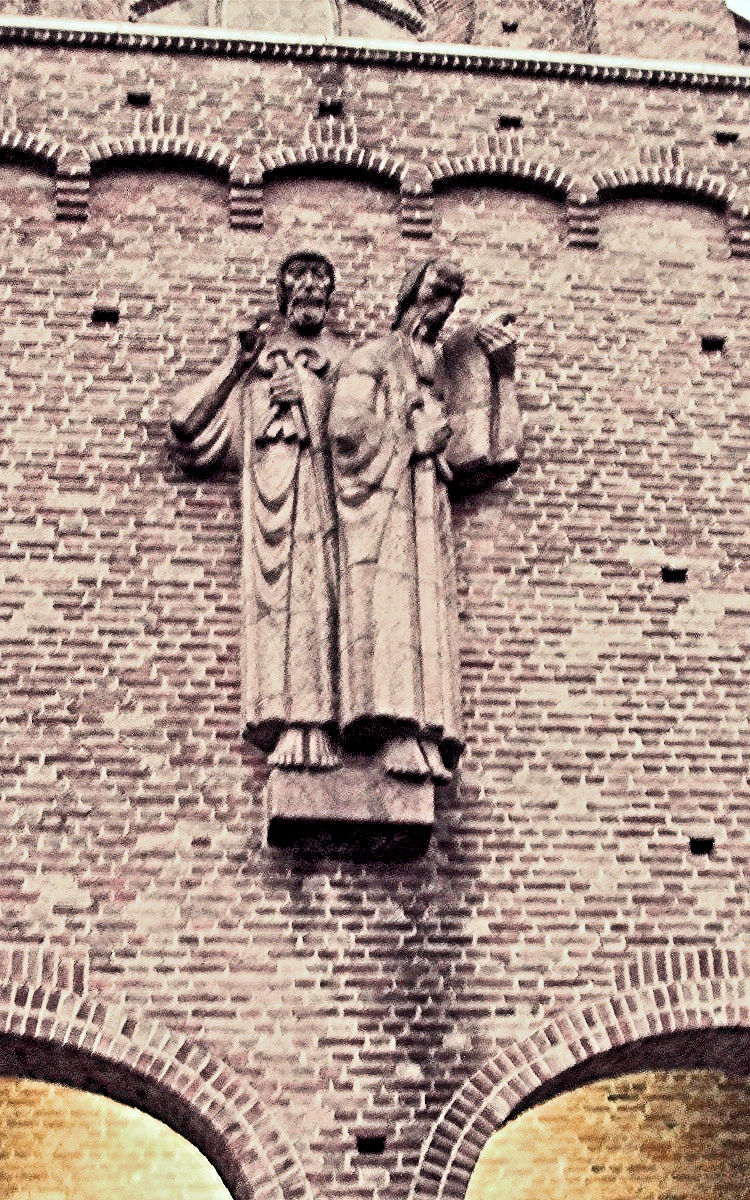
Petrus en Paulus (1950-1951), Middelburg

## Enkele werken
- 1950-1951 Gevelbeelden van Petrus en Paulus voor de Petrus en Pauluskerk, Middelburg
- 1954 Zonnelied, reliëf boven entree sanatorium De Klokkenberg, Breda
- 1957-1959 Altaar, doopvont en houten Madonnabeeld voor de Christus Koningkerk, Amsterdam
- 1958 Houten beelden van Franciscus en Jozef voor de kapel van het Klooster St. Franciscus Alverna, Aerdenhout
- ca. 1975 Leprozen, Lazaruspoortje van het Leprozenhuis, Amsterdam
- Goede Herder, Kerkstraat, Wognum

- RKD-Nederlands Instituut voor Kunstgeschiedenis: 34933
- Union List of Artist Names: 500639876